# Ferrari F1 643
Ferrari F1 643 je Ferrarijev dirkalnik Formule 1, ki je bil v uporabi v drugem delu sezone 1991, ko so z njim dirkali Alain Prost, Jean Alesi in Gianni Morbidelli. Zaradi slabih rezultatov z dirkalnikom Ferrari F1 642, je moštvo predstavilo dirkalnik 643 že na sedmi dirki sezone za Veliko nagrado Francije. Tudi z novim dirkalnikom moštvu ni uspelo zmagati, je bil pa s šestimi uvrstitvami na stopničke uspešnejši in moštvo je osvojilo tretje mesto v konstruktorskem prvenstvu.

## Popolni rezultati Formule 1
(legenda) (Odebeljene dirke pomenijo najboljši štartni položaj, poševne pa najhitrejši krog)
| Leto | Moštvo           | Motor       | Gume | Dirkači    | 1   | 2   | 3   | 4   | 5   | 6   | 7   | 8   | 9   | 10  | 11  | 12  | 13  | 14  | 15  | 16  | Toč  | Prv |
| ---- | ---------------- | ----------- | ---- | ---------- | --- | --- | --- | --- | --- | --- | --- | --- | --- | --- | --- | --- | --- | --- | --- | --- | ---- | --- |
| 1991 | Scuderia Ferrari | Ferrari V12 | G    |            | ZDA | BRA | SMR | MON | KAN | MEH | FRA | VB  | NEM | MAD | BEL | ITA | POR | ŠPA | JAP | AVS | 46.5 | 3.  |
| 1991 | Scuderia Ferrari | Ferrari V12 | G    | Prost      |     |     |     |     |     |     | 2   | 3   | Ret | Ret | Ret | 3   | Ret | 2   | 4   |     | 46.5 | 3.  |
| 1991 | Scuderia Ferrari | Ferrari V12 | G    | Morbidelli |     |     |     |     |     |     |     |     |     |     |     |     |     |     |     | 6   | 46.5 | 3.  |
| 1991 | Scuderia Ferrari | Ferrari V12 | G    | Alesi      |     |     |     |     |     |     | 4   | Ret | 3   | 5   | Ret | Ret | 3   | 4   | Ret | Ret | 46.5 | 3.  |